# Foro della Statua Eroica
Il Foro della Statua Eroica (I,XII,2) era una piazza rialzata che si trova nell'area del Castrum repubblicano della città romana di Ostia.

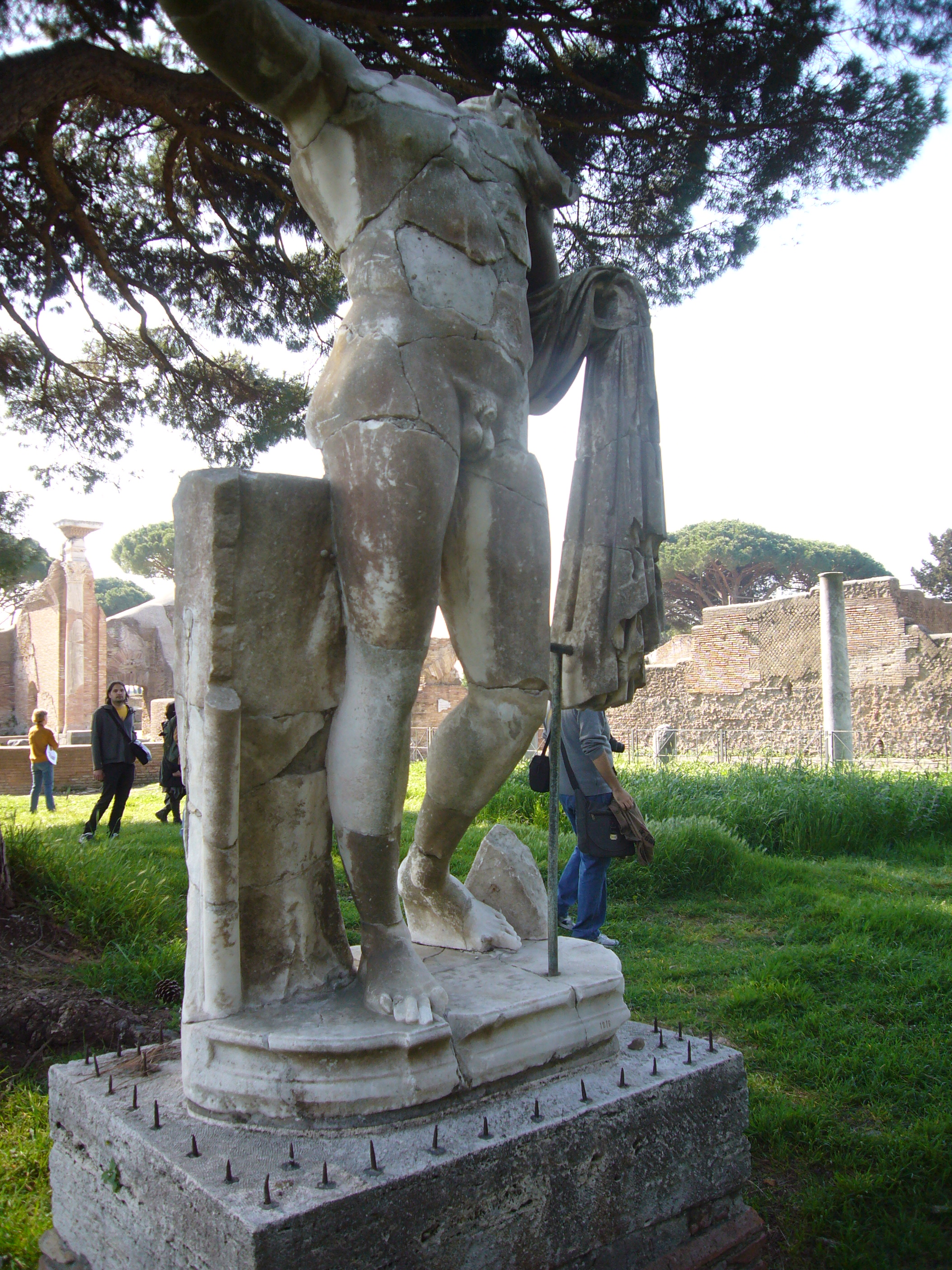
Statua che da il nome al Foro

## Descrizione
Il Foro, una piazza rialzata circa170 cm rispetto al piano stradale, si trova di fronte al Caseggiato del Balcone Ligneo (I,II,2) dal quale è separato dal decumano massimo, confinante con il Caseggiato della Cistgerna (I,XII,4) ad est, le Terme del Foro (I,XII,6) a sud, e il Caseggiato dei Triclini (I,XII,1) ad ovest.
Il Foro prende il nome da una statua, ritrovata a pezzi nel 1927 e successivamente ricostruita, probabilmente di Adriano, alta più di 2 metri, con un mantello drappeggiato sul braccio sinistro, e che nella mano destra doveva tenere una lancia.
La piazza è stata realizzata nella seconda metà del IV secolo sul luogo di uno stabilimento termale di epoca adrianea, andato distrutto a seguito di un incendio avvenuto a cavallo tra la fine del III e l'inizio del IV secolo d.C. . In origine era pavimentata con lastre di marmo bianco e presentava colonnati sui lati e tracce di rivestimento in marmo sulle pareti.
Presenta lungo la facciata sul decumano massimo un portico in pilastri di laterizio; davanti ai pilastri probabilmente si trovavano colonne su piedistalli sormontate da una trabeazione sporgente, con elementi lisci di reimpiego.